# Liste des maires de Chartres
Cette liste recense les maires de Chartres, depuis 1693 jusqu'à ce jour.

## Liste des maires

### Liste des maires avant la Révolution
| Période                                  | Période | Identité                            | Étiquette | Qualité                                         |
| ---------------------------------------- | ------- | ----------------------------------- | --------- | ----------------------------------------------- |
| Les données manquantes sont à compléter. |         |                                     |           |                                                 |
| 1693                                     |         | Gilles Camialle                     |           |                                                 |
| 1696                                     |         | Jacques Nicole                      |           |                                                 |
| 1708                                     |         | Étienne Miles Noël                  |           |                                                 |
| 1711                                     |         | Charles Nicole                      |           |                                                 |
| 1735                                     |         | Jean Robert Bouvard                 |           |                                                 |
| 1741                                     |         | Michel Davignon                     |           |                                                 |
| 1748                                     |         | Claude Davignon                     |           |                                                 |
| 1757                                     |         | Louis Garnier de Marigny            |           |                                                 |
| 1766                                     |         | Louis-François des Lignières        |           |                                                 |
| 1769                                     |         | Marie François Jacques Parent       |           |                                                 |
| 1776                                     |         | Louis-François des Lignières        |           |                                                 |
| 1780                                     |         | François Charles de Paris           |           |                                                 |
| 1781                                     | 1784    | Alexandre-Claude Bellier du Chesnay |           | Éditeur, homme de lettres Député d'Eure-et-Loir |
| 1784                                     | 1789    | Louis Jacques Triballet du Gord     |           | Commissaire ordonnateur des guerres             |

### Liste des maires après la Révolution
| Période           | Période           | Identité                                               | Étiquette              | Qualité |
| ----------------- | ----------------- | ------------------------------------------------------ | ---------------------- | --- |
| 3 février 1790    | 25 mai 1790       | Louis-Jean-Baptiste Asselin                            |                        | Élu par les citoyens « actifs » Démissionne pour devenir président de l'administration départementale.                 |
| 25 mai 1790       | 5 septembre 1790  | Jean-François-Augustin Janvier de Flainville           |                        | Mort en fonction |
| 14 novembre 1790  | 13 novembre 1791  | Germain-Nicolas Foreau                                 |                        | |
| 13 novembre 1791  | 4 décembre 1792   | Vincent Chevard                                        |                        | Notaire, rue de la Volaille                                                                                            |
| 4 décembre 1792   | 5 décembre 1793   | Pierre-Étienne Jolly-Deshayes                          |                        | |
| 5 décembre 1793   | 25 octobre 1794   | René-François Judel                                    |                        | Nommé par le représentant Thirion                                                                                      |
| 25 octobre 1794   | 8 novembre 1794   | Claude-André Semen                                     |                        | Nommé à titre provisoire Démissionne pour siéger au Comité révolutionnaire du District                                 |
| 8 novembre 1794   | 5 décembre 1794   | Michel Mathurin Périer                                 |                        | Fait fonction |
| 5 décembre 1794   | 7 mars 1795       | Jacques-Henry-Vincent Sainsot                          |                        | Fait fonction |
| 7 mars 1795       | 4 novembre 1795   | Louis-Charles Masson                                   |                        | Nommé par le représentant Bernier                                                                                      |
| 4 novembre 1795   | 14 septembre 1797 | Louis Richer                                           |                        | Élu président par les membres du Conseil général de la Commune Démis de ses fonctions                                  |
| 18 septembre 1797 | 23 octobre 1797   | René-François Judel                                    |                        | Nommé administrateur et élu président Démissionne pour siéger au Département                                           |
| 23 octobre 1797   | 1800              | Jacques Monteage                                       |                        | Élu président |
| 25 août 1800      | 20 juillet 1802   | Vincent Chevard                                        |                        | Devient Conseiller de Préfecture, tout en restant en fonctions Nommé maire par le Premier Consul                       |
| 14 août 1802      | 12 mai 1815       | Nicolas-Pierre-Dominique Billard,                      | Légitimisme            | Propriétaire Démis de ses fonctions                                                                                    |
| 12 mai 1815       | 31 juillet 1815   | Claude-François Lion                                   |                        | Notaire, nommé par l'Empereur durant les Cent-Jours Démis de ses fonctions                                             |
| 31 juillet 1815   | 15 septembre 1815 | Nicolas-Pierre-Dominique Billard ,                     | Légitimisme            | Réinstallé le 31 juillet 1815, il est élu député d'Eure-et-Loir et cède la place à son frère                           |
| 15 septembre 1815 | 30 juillet 1819   | Dominique-Laumer Billard, dit Billard de Saint-Laumer  |                        | Mort en fonction |
| 18 octobre 1819   | août 1830         | Nicolas-Pierre-Dominique Billard ,                     | Légitimisme            | Démissionnaire |
| 19 août 1830      | 16 décembre 1847  | Adelphe Chasles                                        | Majorité ministérielle | Notaire Député d'Eure-et-Loir Démissionne pour raison de santé                                                         |
| 18 janvier 1848   | 1er mars 1848     | Augustin Durand                                        |                        | Démis par les Commissaires du Gouvernement provisoire                                                                  |
| 1er mars 1848     | 12 avril 1848     | Anne-Théodor Lefèbvre                                  |                        | Nommé maire provisoire par les Commissaires                                                                            |
| 12 avril 1848     | 19 janvier 1852   | Charles-Antoine Rémond                                 |                        | Démissionne, expédie les affaires courantes jusqu'au 1er mai.                                                          |
| 1er mai 1852      | 21 août 1852      | Louis Leviez, dit Leviez-Huet                          |                        | Adjoint faisant fonction                                                                                               |
| 10 octobre 1852   | 18 septembre 1865 | Henri Sédillot                                         |                        | Nommé par décret du Président de la République Napoléon III Mort en fonction                                           |
| 14 octobre 1865   | 5 septembre 1870  | Jean-Baptiste-Alexandre Billard de Saint-Laumer Parti= |                        | Démissionnaire |
| 11 septembre 1870 | 2 février 1874    | Jules-Jacques Delacroix                                | Gauche républicaine    | Pharmacien, élu par le Conseil Député d'Eure-et-Loir Sénateur d'Eure-et-Loir Destitué par le président Mac-Mahon       |
| 2 février 1874    | 6 juin 1876       | Jean-Baptiste-Alexandre Billard de Saint-Laumer        |                        | Nommé par le président Mac-Mahon Démissionnaire                                                                        |
| 24 juin 1876      | 15 août 1880      | Jules-Jacques Delacroix (2)                            |                        | Nommé par décret, puis élu par le Conseil municipal Démissionnaire                                                     |
| 15 août 1880      | 19 décembre 1882  | Guy Doullay, dit Doullay-Gillot                        |                        | Démissionne sur la question du lycée.                                                                                  |
| 29 décembre 1882  | 18 mai 1884       | Alexandre Brault                                       |                        | |
| 18 mai 1884       | 27 novembre 1891  | Antoine-François-Daniel Boutet                         |                        | Vétérinaire Conseiller général du canton de Chartres-Sud-Est (1871 → 1880) Mort en fonction                            |
| 15 mai 1892       | 21 août 1893      | Auguste-François Béthouard                             |                        | Démissionnaire |
| 4 octobre 1893    | 25 octobre 1912   | Georges Fessard                                        | Gauche républicaine    | Notaire Sénateur d'Eure-et-Loir Démissionnaire                                                                         |
| 10 novembre 1912  | 17 mai 1925       | Louis-Fernand Hubert                                   |                        | |
| 17 mai 1925       | mai 1929          | Maurice-Ernest-Lucien Vidon                            |                        | Industriel ; nommé membre de la Commission administrative départementale en 1941                                       |
| 19 mai 1929       | 8 mai 1934        | Jules-Raimond Debargue                                 |                        | Mort en fonction |
| 23 juin 1929      | 4 septembre 1935  | Edmond-Léon-Louis Minier                               |                        | Mort en fonction |
| 5 octobre 1935    | 18 août 1944      | Raymond Gilbert                                        | UDR                    | Pharmacien, élu Sénateur d'Eure-et-Loir Se retire en 1944 pour laisser place au Conseil provisoire nommé par le préfet |

| Période       | Période                       | Identité                | Étiquette         | Qualité |
| ------------- | ----------------------------- | ----------------------- | ----------------- | --- |
| août 1944     | 1945                          | André Haye              |                   | Médecin. Nommé par le préfet à la Libération |
| 1945          | 1947                          | André Gagnon,           | SFIO              | Marchand de cycles, industriel, ancien coureur cycliste Résistant, membre du Comité départemental de Libération d'Eure-et-Loir Conseiller général de Chartres-Nord (1945 → 1951) Croix de guerre, médaille de la Résistance Chevalier de la Légion d’honneur |
| 1947          | 1955                          | Marcel Eugène Blanchard | DVD               | |
| 1955          | 1966                          | Joseph Pichard          | MRP               | Avocat Conseiller général de Chartres-Sud (1962 → 1967) Démissionnaire pour raison de santé |
| décembre 1966 | mars 1975                     | Marcel Gaujard          | SE                | Ancien directeur d'école Conseiller régional du Centre-Val de Loire[Quand ?] Conseiller général de Chartres-Sud (1967 → 1973) Officier de la Légion d'honneur Mort en fonction                                                                               |
| mai 1975      | 1977                          | Jean Laillet            | SE                | Chef d'une entreprise de construction de matériel agricole Président de la CCI d'Eure-et-Loir |
| 1977          | 1998                          | Georges Lemoine,        | PS                | Député d'Eure-et-Loir (1re circ.) (1978 → 1981, 1986 → 1993 et et 2008 → 2017) Secrétaire d'état (1981 → 1986) Conseiller général de Chartres-Sud-Est (1973 → 1988 et 1994 → 2008) Démissionnaire pour cause de cumul des mandats                            |
| 1998          | mars 2001                     | Jean-Louis Guillain     | PS                | Ancien directeur du groupe d'assurance Azur |
| mars 2001     | En cours (au 2 décembre 2024) | Jean-Pierre Gorges      | UMP → LR puis DVD | Directeur des services d’information d’un groupe bancaire Président de la CA Chartres Métropole (2001 → ) Député d'Eure-et-Loir (1re circ.) (2002 → 2007 et 2008 → 2017) Président de l'OPH Chartres métropole habitat Réélu pour le mandat 2020-2026        |

## Sources
- Roger Joly, Bulletin n° 24 « Petite histoire des maires de Chartres depuis 1789 », Chartres, Sociétés archéologiques d'Eure-et-Loir, publication conjointe de la Société archéologique d'Eure-et-Loir et de la Société dunoise d'archéologie, 1er trimestre 1967, 78 p., lire en ligne sur Gallica ;

- Liste des maires de Chartres sur le site de FranceGenWeb.